# Tal der Wölfe – Hinterhalt
Tal der Wölfe – Hinterhalt (türkisch Kurtlar Vadisi Pusu) ist die Fortsetzung der türkischen Fernsehserie Tal der Wölfe. Produziert wurde die Serie von Pana Film.

## Handlung
Das zentrale Thema ist nicht mehr wie in Tal der Wölfe die Mafia, sondern die Machenschaften der einflussreichen Geschäftsleute der Türkei, welche unter anderem den Terrorismus unterstützen, um daraus wirtschaftliche Vorteile zu ziehen. Auch in dieser Serie ist der Bezug zur Realität nicht zu verkennen. Die KGT („Kamu Güvenliği Teşkilatı“, ein fiktiver türkischer Geheimdienst) versucht, unter Leitung von Polat Alemdar den illegalen Aktivitäten der vier politisch und wirtschaftlich einflussreichsten Familien auf die Spur zu kommen und ihr mafiöses System innerhalb türkischer Grenzen zu Fall zu bringen.
Doch mit der Zeit stellt sich mit İskender Büyük, der aber in der 93. Folge aufgehängt wird und an den Folgen stirbt, ein neuer Feind heraus. Dieser ist ein ehemaliger türkischer Agent und steht nun aber im Dienste des Tiefen Staates. Es zeigen sich viele Parallelen zu politischen Ereignissen wie die hypothetische Ergenekon-Organisation und die Morde an den Journalisten Hrant Dink und Uğur Mumcu. Mit der dritten Staffel kam in Form der 1990 aufgelösten italienischen Organisation Gladio ein neuer Gegner ins Spiel.
Während Polat Alemdar aufgrund diverser Attentate von İskender Büyük bereits mehrere seiner „Männer“ verlor, gelang es ihm, sich in den „Ältestenrat“, eine Gruppe aus alttürkischen Veteranen, die in Kooperation mit Politik und Militär agiert, zu integrieren. Allerdings brach Polat Alemdar das Heiratsverbot des Ältestenrates, um seine kranke Mutter nicht zu enttäuschen, und wurde fortan nicht mehr kontaktiert und aufgesucht, jedoch stets beobachtet.
Das Ende der 63. Folge der Serie heizt die Gemüter noch einmal auf. In dieser Folge bricht Polat Alemdar aus seiner Untersuchungshaft aus, um den Ministerpräsidenten vor einem Attentat İskenders zu retten, wird dabei aber angeschossen und die Serie endet in der Sommerpause. Interessant ist jedoch die Situation, dass nicht ein Beauftragter von İskender Büyük, sondern eine unbekannte Person den Ministerpräsidenten anschießt, welcher sich später als ein Beauftragter von Davut Tataroğlu herausstellen sollte, der im Auftrag bzw. in Kooperation mit der NATO-Geheimorganisation „Gladio“ arbeitet. Dem Regisseur gelang durch dieses Rätsel, für den Zuschauer einen Übergang zum  Kinofilm Tal der Wölfe – Gladio zu schaffen.

## Die Charaktere
| Schauspieler      | Rolle                 | Folgen  | Beschreibung |
| ----------------- | --------------------- | ------- | --- |
| Necati Şaşmaz     | Polat Alemdar         | 1–300   | Er ist der Sohn des Geschäftsmannes und türkischen Barons Mehmet Karahanlı und dessen Frau Nergiz Karahanlı. Früher hieß er Ali Candan. Für eine Mission muss er seine Identität ändern, heißt von da an Polat Alemdar und hat ein neues Gesicht und eine neue Stimme. Nach einer Weile beendet er die vorgegebene Mission erfolgreich, und es kommen immer mehrere Gefahren auf ihn und seine Leute zu. Er ist viele Jahre der Anführer von KGT, bis seine rechte Hand Memati Baş durch einen Hinterhalt auf seiner eigenen Hochzeit getötet wird. Polat versteht die Welt nicht mehr und begeht Fehler beim Aufdecken des Komplotts gegen ihn. Als er es jedoch schafft, entscheidet er dann, sich selbst zu opfern, um das Geheimnis des Ältestenrates zu schützen. Nach seinem vermeintlichen Tod wird er selber zum Leiter des Rates bestimmt. Er selbst will dies nicht, sondern möchte sterben, damit seine Freunde und Familie nicht mehr seinetwegen leiden müssen, da seine Feinde ihm sehr geschadet haben. Aber letzten Endes nimmt er an und leitet komplett alle Missionen. Akif kommt an seine Stelle als KGT-Chef. Aber nachdem dieser kündigt und Polats bester Freund Abdülhey Çoban vor seinen Augen stirbt, nimmt er wieder seinen Posten als Chef im KGT an. |
| Cahit Kayaoğlu    | Cahit                 | 77–300  | Er ist der beste Mann von Polat Alemdar, nachdem Memati und Abdülhey gestorben sind, und führt mit ihm sehr viele verschiedene Missionen durch. |
| Defne Samyeli     | Asya / Zeynep         | 264–300 | Sie ist eine Geheimdienstagentin. |
| Erhan Ufak        | Güllü Erhan           | 1–300   | Er ist mit Polat einer der ältesten Teammitglieder vom KGT. Im Team sorgt er immer für gute Laune und hat mit jedem Spaß. Nach dem Tod von Memati und Abdülhey ist er der wichtigste Mann für Polat. |
| Ertan Saban       | Gölge / Mr. Ferdinand | 264–300 | Sein ist Name ist eigentlich Sebastian Barnabas. Er ist der neue Feind von Polat Alemdar. Er hat mit seinem Auftrag das ganze KGT-Team getötet. |
| Görkem Sevindik   | Pusat Çakır           | 108–298 | Er ist der Sohn von Süleyman Çakır, der im Jahre 2004 starb, und von Nesrin Çakır, die im Jahre 2012 starb. Seine Schwester verschwand nach ihrem Tod ihres Mannes Memati (2012) aus der Türkei. Zeitweise versteht er sich mit Polat Alemdar nicht so gut, verträgt sich dann aber wieder mit ihm. Einige Zeitlang arbeitet er mit Zülfikar Aga und Settar Aga, aber als diese beiden sterben, kehrt er wieder zurück in Polat Alemdars Team. |
| Ertuğrul Şakar    | Yasin                 | 232–300 | Er ist der Führer des Team Siyah Sancak und führt verschiedene Missionen durch . |
| Gaye Gürsel       | Safiye Karahanlı      | 196–300 | Sie ist Safiye Karahanlıs Double. |
| Doğa Sakarya      | Elif Alemdar          | 129–300 | Sie ist Polat Alemdars Tochter. Ihre Mutter Ebru Alemdar starb, nachdem Iskender Büyük im Auto eine Bombe explodieren ließ. Elif wusste lange nicht wer ihre Mutter wirklich war, doch dann sagte Leyla ihr es. Nachdem ihr Opa, ihre Oma und Leyla gestorben sind, ist sie mit Safiye die einzige, die in Polats Familie verblieben ist. |
| Adnan Erdoğan     | Hüsnü Yalınkılıç      | 1–299   | Die Leute, von denen er umgeben wird, kennen ihn alle als „Deli Hüsnü“. Früher arbeitete er mit Tuncay Kantarci im Krankenhaus zusammen. Er denkt anders als ein normaler Mensch. Manchmal sorgt er mit seinen unbedachten Aktionen für Erstaunen. |
| Luran Ahmeti      | Ariel                 | 264–300 | Er ist Gölges Mann. |
| Levent Can        | Fehmi Kuzuzade        | 230–300 | Er ist der Baron der Türkei. |
| Yılmaz Meydaneri  | Hakkı Bafralı         | 2–300   | Er war einmal unter dem Befehl von Turan Kacgar, aber als dieser stirbt, verlässt er die Türkei. Danach sah man ihm ab und zu neben Iskender Büyük. Er verschwand einige Zeit, doch später kehrt er mit seinen neuen Auftraggeber Vahap Kuzuzade wieder zurück. Als dieser auch stirbt, ist er zu Vahaps Sohn Fehmi Kuzuzade gegangen und wurde dessen bester Mann. |
| Vural Yayan       | Hoca                  | 180–300 | Er ist ein Mitglied des Ältestenrates und gleichzeitig auch der Außenminister der Türkei. Er wird anstelle von Polat in der kommenden Staffel der Leiter des Ältestenrates, da dieser seinen alten Platz im KGT wieder annimmt. |
| İbrahim Gündoğan  | Mete Aymar            | 162–297 | Er ist ein alter Agent und war eine Zeitlang die rechte Hand des Leiters des Ältestenrates Sencer. Er war mit Mete Agir, der im Jahr 2013 starb, für eine kurze Zeit Leiter des KGTs. Seine Mutter ist Semra Aymar. |
| Algis Kybartas    | Algis                 | 230–300 | Er ist unter dem Befehl von Amon . |
| Orhan Edip Ertürk | Tilki Andrei          | 234–298 | Er ist Polat Alemdars Feind seit 2005. |
| Selahattin Bel    | Raskoln               | 213–297 | Er ist ein eigenständiger Russe. Sein bester Mann ist Dimitri. |
| Doğuhan Güney     | Yusuf Kuzuzade        | 234–300 | Er ist Fehmi Kuzuzades Sohn. |
| Batuhan Güney     | Kenan Kuzuzade        | 232–300 | Er ist Fehmi Kuzuzades Sohn. |
| Büsra Miscioglu   | Azra                  | 234–300 | Sie war früher mit Yusuf Kuzuzade zusammen. Nachdem Yusuf Kuzuzade einen Motorunfall hatte, dachten alle, er wäre tot, sie aber nicht. Später zeigte Yusuf sich Azra. Sie möchte wie früher wieder mit Yusuf zusammen sein. |
| Elif Melda Yılmaz | Meryem                | 265–296 | Sie ist auch eine Geheimdienstagentin und arbeitet mit Zeynep zusammen. |
| Mauro Martino     | Karun                 | 265–300 | Er ist der Zwillingsbruder des gestorbenen Martin. |
| Levent Sülün      | John Smith            | 246–286 | Er ist der Führer des Team Sedid Team. Sein Feind ist Polat. Zurzeit arbeitet er mit Mete Aymar zusammen. |
| Özgür Teke        | Ozi                   | 230–300 | Er ist Algis bester Mann und der Leiter des Team Armageddon. Eine Zeitlang verschwand er. Zurzeit arbeitet er mit Mete Aymar. |
| Andy García       | Amon                  | 230–232 | Er ist der Weltbaron. |
| Serdar Dincel     | Prof. Altay           | 265–300 | Er ist der Schüler von Anadolu. |
| Ayla Algan        | Prof. Anadolu         | 269–299 | Sie ist die Lehrerin von Altay. |

## Ausstrahlung
Vom 19. April 2007 bis 11. Juni 2009 liefen die drei ersten Staffeln auf Show TV. Die vierte Staffel lief vom 24. September 2009 bis zum 3. Juni 2010 auf Star TV. atv strahlte die fünfte Staffel vom 23. September 2010 bis zum 9. Juni 2011 aus. Seit der 6. Staffel, die vom 22. September 2011 bis voraussichtlich zum 7. Juni 2012 ausgestrahlt wird, wird die Serie auf TNT Türkiye ausgestrahlt. Die Rechte für die 7. und 8. Staffel gingen wieder zurück zum Fernsehsender atv. Für die 9. Staffel erwarb der Sender Kanal D die Senderechte. Mit dem Wechsel der Sender änderten sich auch die Themen.
| Staffel     | Sendeplatz             | Staffelpremiere    | Staffelfinale | Produzierte Folgen | Ausgestrahlte Folgen | TV-Jahr   | Sender      |                                         |
| ----------- | ---------------------- | ------------------ | ------------- | ------------------ | -------------------- | --------- | ----------- | --------------------------------------- |
| 1. Staffel  | Donnerstags, 20:00 Uhr | 19. April 2007     | 14. Juni 2007 | 9                  | 1–9                  | 2007      | Show TV     | Ergenekon                               |
| 2. Staffel  | Donnerstags, 20:00 Uhr | 20. September 2007 | 5. Juni 2008  | 32                 | 10–41                | 2007–2008 | Show TV     | Ergenekon, KCK                          |
| 3. Staffel  | Donnerstags, 20:00 Uhr | 9. Oktober 2008    | 11. Juni 2009 | 22                 | 42–63                | 2008–2009 | Show TV     | Ergenekon, Militär                      |
| 4. Staffel  | Donnerstags, 20:00 Uhr | 24. September 2009 | 3. Juni 2010  | 30                 | 64–93                | 2009–2010 | Star TV     | Gladio                                  |
| 5. Staffel  | Donnerstags, 20:00 Uhr | 23. September 2010 | 9. Juni 2011  | 35                 | 94–128               | 2010–2011 | atv         | Türkei 2023                             |
| 6. Staffel  | Donnerstags, 20:00 Uhr | 22. September 2011 | 7. Juni 2012  | 33                 | 129–161              | 2011–2012 | TNT Türkiye | Mossad, Nordirak                        |
| 7. Staffel  | Donnerstags, 20:00 Uhr | 13. September 2012 | 6. Juni 2013  | 34                 | 162–195              | 2012–2013 | atv         | Syrien, Illuminati                      |
| 8. Staffel  | Donnerstags, 20:00 Uhr | 12. September 2013 | 12. Juni 2014 | 34                 | 196–229              | 2013–2014 | atv         | Proteste in der Türkei 2013, Illuminati |
| 9. Staffel  | Donnerstags, 20:00 Uhr | 18. September 2014 | 11. Juni 2015 | 34                 | 230–263              | 2014–2015 | Kanal D     | ISIS, Illuminati                        |
| 10. Staffel | Donnerstags, 20:00 Uhr | 17. September 2015 | 16. Juni 2016 | 37                 | 264–300              | 2015–2016 | Kanal D     |                                         |

## Kinofilme
Als ein Spin-off der Serie kam im Dezember 2008 der Film Muro: Nalet Olsun İçimdeki İnsan Sevgisine in die Kinos. Der Film erzählt den Werdegang der umstrittenen Figur Muro und seiner zwei Gefährten Çeto und Yıldırım. Muro verkörpert in der Serie einen linken Untergrundrevolutionär, der für die Partei, stellvertretend für die kurdische PKK, arbeitet. Kontrovers wurde die Figur, weil sie trotz ihrer feindlichen Ideologie beim Publikum sehr populär wurde.
Ende 2009 kam mit Kurtlar Vadisi: Gladio ein weiterer Spielfilm in die Kinos. Erzählt wird die Geschichte des İskender Büyük. Im Kinotrailer Kurtlar Vadisi Gladio kann man einige dieser Namen wie Turgut Özal, Cem Ersever, Apo lesen, und den Satz des wahrscheinlichen Hauptdarstellers Musa Uzunlar hören: „Size Gladio'nun ikinci adamını anlatacağım“, was zu Deutsch soviel heißt wie: „Ich werde euch von dem zweitwichtigsten Mann Gladios erzählen“.
Im November 2010 sollte der Film Tal der Wölfe – Palästina in die türkischen Kinos kommen. Doch durch technische Fehler wurde ein anderer Termin wahrgenommen. In Deutschland sollte die umstrittene, oftmals als antiamerikanisch und antisemitisch verurteilte Produktion am 27. Januar 2011 erscheinen – am Internationalen Holocaustgedenktag. Die Freiwillige Selbstkontrolle der Filmwirtschaft (FSK) lehnte zunächst eine Kennzeichnung ab, erteilte jedoch nach erneuter Prüfung ein „k.J.“-Siegel. Tal der Wölfe – Palästina stellt auch die Ereignisse des Ship-to-Gaza-Zwischenfalls im Mai 2010 dar.